# Four Broncos-emlékkupa
A Four Broncos-emlékkupa egy díj, melyet a Western Hockey League-ben osztanak ki az év játékosának. A kupát a Swift Current Broncos csapat négy játékosának emlékére nevezték el, akik egy balesetben hunytak el, mikor a csapatbusszal egy mérkőzésre tartottak 1986. december 30-án.

## A díjazottak
- A kékkel jelölt játékosok a CHL az év játékosa díjat is megkapta.

| Év        | Játékos                    | Csapat                                 |
| --------- | -------------------------- | -------------------------------------- |
| 2022–2023 | Connor Bedard              | Regina Pats                            |
| 2021–2022 | Logan Stankoven            | Kamloops Blazers                       |
| 2020–2021 | Peyton Krebs               | Winnipeg Ice                           |
| 2019–2020 | Adam Beckman               | Spokane Chiefs                         |
| 2018–2019 | Joachim Blichfeld          | Portland Winterhawks                   |
| 2017–2018 | Carter Hart                | [Everett Silvertips                    |
| 2016–2017 | Sam Steel                  | Regina Pats                            |
| 2015–2016 | Dryden Hunt                | Moose Jaw Warriors                     |
| 2014–2015 | Oliver Bjorkstrand         | Portland Winterhawks                   |
| 2013–2014 | Sam Reinhart               | Kootenay Ice                           |
| 2012–2013 | Adam Lowry                 | Swift Current Broncos                  |
| 2011–2012 | Brendan Shinnimin          | Tri-City Americans                     |
| 2010–2011 | Darcy Kuemper              | Red Deer Rebels                        |
| 2009–2010 | Jordan Eberle              | Regina Pats                            |
| 2008–2009 | Brett Sonne                | Calgary Hitmen                         |
| 2007–2008 | Karl Alzner                | Calgary Hitmen                         |
| 2006–2007 | Kris Russell               | Medicine Hat Tigers                    |
| 2005–2006 | Justin Pogge               | Calgary Hitmen                         |
| 2004–2005 | Eric Fehr                  | Brandon Wheat Kings                    |
| 2003–2004 | Cam Ward                   | Red Deer Rebels                        |
| 2002–2003 | Josh Harding               | Regina Pats                            |
| 2001–2002 | Dan Hamhuis                | Prince George Cougars                  |
| 2000–2001 | Justin Mapletoft           | Red Deer Rebels                        |
| 1999–2000 | Brad Moran                 | Calgary Hitmen                         |
| 1998–1999 | Cody Rudkowsky             | Seattle Thunderbirds                   |
| 1997–1998 | Szerhij Varlamov           | Swift Current Broncos                  |
| 1996–1997 | Peter Schaefer             | Brandon Wheat Kings                    |
| 1995–1996 | Jarome Iginla              | Kamloops Blazers                       |
| 1994–1995 | Marty Murray               | Brandon Wheat Kings                    |
| 1993–1994 | Sonny Mignacca             | Medicine Hat Tigers                    |
| 1992–1993 | Jason Krywulak             | Swift Current Broncos                  |
| 1991–1992 | Steve Konowalchuk          | Portland Winter Hawks                  |
| 1990–1991 | Ray Whitney                | Spokane Chiefs                         |
| 1989–1990 | Glen Goodall               | Seattle Thunderbirds                   |
| 1988–1989 | Stu Barnes                 | Tri-City Americans                     |
| 1987–1988 | Joe Sakic                  | Swift Current Broncos                  |
| 1986–1987 | Rob Brown Joe Sakic        | Kamloops Blazers Swift Current Broncos |
| 1985–1986 | Rob Brown Emanuel Viveiros | Kamloops Blazers Prince Albert Raiders |
| 1984–1985 | Cliff Ronning              | New Westminster Bruins                 |
| 1983–1984 | Ray Ferraro                | Brandon Wheat Kings                    |
| 1982–1983 | Mike Vernon                | Calgary Wranglers                      |
| 1981–1982 | Mike Vernon                | Calgary Wranglers                      |
| 1980–1981 | Steve Tsujiura             | Medicine Hat Tigers                    |
| 1979–1980 | Doug Wickenheiser          | Regina Pats                            |
| 1978–1979 | Perry Turnbull             | Portland Winter Hawks                  |
| 1977–1978 | Ryan Walter                | Seattle Thunderbirds                   |
| 1976–1977 | Barry Beck                 | New Westminster Bruins                 |
| 1975–1976 | Bernie Federko             | Saskatoon Blades                       |
| 1974–1975 | Bryan Trottier             | Lethbridge Hurricanes                  |
| 1973–1974 | Ron Chipperfield           | Brandon Wheat Kings                    |
| 1972–1973 | Dennis Sobchuk             | Regina Pats                            |
| 1971–1972 | John Davidson              | Calgary Centennials                    |
| 1970–1971 | Ed Dyck                    | Calgary Centennials                    |
| 1969–1970 | Reggie Leach               | Flin Flon Bombers                      |
| 1968–1969 | Bobby Clarke               | Flin Flon Bombers                      |
| 1967–1968 | Jim Harrison               | Estevan Bruins                         |
| 1966–1967 | Gerry Pinder               | Saskatoon Blades                       |

1. 1 2  A liga ezekben az években külön osztott ki nyugati és keleti díjakat.